# ISO 428
ISO 428 era una norma internacional desarrollada por la Organización Internacional de Normalización (ISO) que establecía las composiciones permitidas de varias aleaciones de cobre y aluminio. Esta norma, promulgada en 1983, fue retirada en marzo del año 2000.
La siguiente tabla lista las más comunes composiciones de aluminios bronce estándares, según ISO 428 (los porcentajes mostrados son la composición proporcional de la aleación en peso. El cobre es el resto en peso y no se lista):
| Aleación      | Aluminio     | Hierro      | Níquel    | Manganeso   | Zinc     | Arsénico |
| CuAl5         | 4,0% - 6,5%  | 0,5% max    | 0,8% max  | 0,5% max    | 0,5% max | 0,4% max |
| CuAl8         | 7,0% - 9,0%  | 0,5% max    | 0,8% max  | 0,5% max    | 0,5% max |          |
| CuAl8Fe3      | 6,5% - 8,5%  | 1,5% - 3,5% | 1,0% max  | 0,8% max    | 0,5% max |          |
| CuAl9Mn2      | 8,0% - 10,0% | 1,5% max    | 0,8% max  | 1,5% - 3,0% | 0,5% max |          |
| CuAl10Fe3     | 8,5% - 11%   | 2,0% - 4%   | 1,0% max  | 2,0% max    | 0,5% max |          |
| CuAl10Fe5Ni15 | 8,5% - 11,5% | 2,0% - 6%   | 4,0% - 6% | 2,0% max    | 0,5% max |          |